# Grško gledališče
Grško gledališče ali grška drama je gledališka tradicija, ki se je razcvetela v stari Grčiji med približno 7. in 2. stoletjem pr. n. št. Polis Atene, politična in vojaška velesila v Grčiji, je bila v tem času žarišče starogrškega gledališča. Atenske tragedije, komedije in satire so bile najzgodnejše gledališke oblike v svetu. Grško gledališče je vplivalo na zahodno gledališče in kulturo.
Grki so gledališča gradili v skoraj vseh mestih in večinoma na pobočjih hribov. Zgrajena so bila v polkrožni obliki in v zlatem rezu, kar je omogočilo nadvse dobro akustiko; dogajanje na odru se je namreč slišalo vse do zadnje vrste.
Najznamenitejše starogrško gledališče je v Epidavru.

## Korenine
Aristotel v svojem delu Poetika piše, da je grška tragedija nastala prej kot satire in komedije. Pravi tudi, da so se tragedije razvile iz ditirambov, pesmi, ki so jih prepevali ob čaščenju Dioniza ob dionizijah vsako leto. Ditirambi so se začeli kot improvizacije. V 7. stoletju pr. n. št. se je s pesnikom Arionom ditiramb preoblikoval v pripovedko, ki jo je pel zbor. Leta 534 pr. n. št. je glavno vlogo v pripovedki igral Tespis. Govoril in igral je, bil je glavna oseba, sodeloval je z zborom, ki je imel vlogo pripovedovalca in komentatorja. Tespisa imajo zaradi tega za prvega grškega »igralca«.
Najstarejše je atensko gledališče v Dionizovem svetem gaju na južnem pobočju Akropole. Prvotno je imelo gledališče lesene sedeže, a so jih pozneje zamenjali kamniti. Sedeži v prvih vrstah so bili namenjeni visokim državnim funkcionarjem in uglednim tujim gostom, narejeni so bili iz žlahtnega marmorja, najlepši sedež med njimi je bil namenjen Dionizovemu svečeniku.
Pozneje so zgradili vrsto gledališč po različnih krajih Grčije: v Ikariji, Pireju, Korintu, Tebah, Oropu, Eretriji, Delfih, Sikionu, na otokih Delosu, Kosu, Rodosu, v Mali Aziji, na Siciliji in drugod.

## Zlata doba
S 5. stoletjem pr. n. št. je gledališče postalo dokončno oblikovano in je bilo vsem državljanom v ponos. Osrednja prireditev na letnem festivalu dionizij je bilo tekmovanje med tremi pisci tragedij v Dionizijevem gledališču. Vsak je predložil tri tragedije in satiro s podobno temo kot tragedija, ampak z lahkotnejšo, šaljivo vsebino. Nastopala sta dva igralca, namesto enega in zbora je glavno vlogo prevzel pripovedovalec. Nikdar niso nastopali več kot trije igralci. Tudi tema se je razširila, poleg Dioniza so slavili tudi vse druge grške bogove.

## Helenistična doba
Atenska moč je upadala po peloponeški vojni proti Šparti in bilo je videti, da je gledališka tradicija izgubila svojo vitalnost. Toda grško gledališče je vseeno živelo še v helenistični dobi, tudi po zasedbi Aleksandra Velikega v 4. stoletju pr. n. št. Temeljna helenistična gledališka oblika je bila zdaj nova komedija, šaljivi dogodki iz življenja navadnih ljudi. Pomemben dramski pisatelj iz te dobe je Menander. Nova komedija je zelo vplivala na pisca rimske komedije Plavta in Terencija.

## Dramatiki
Tragedija:
- Ajshil (Αἰσχύλος)
- Evripid (Εὐριπίδης)
- Sofokles (Σοφοκλής)

Komedija:
- Aristofan (Ἀριστοφάνης)

## Tragedija in komedija
Ob koncu 6. stoletja sta se v raznih krajih grškega prostora na literarno stopnjo zvrsti dramske poezije povzpeli: tragedija in komedija. Njuna skupna značilnost je dejanje (δρᾶμα; drama). Tragedija je dosegla vrh v času Ajshila, Sofoklesa in Evripida (skoraj celo 5. stoletje), komedijo pa je na umetniško raven dvignil Epiharmos v dorski Siciliji.
- μίμησις (mimesis) = posnemanje, prikazovanje s pomočjo igralcev

### Tragedija
Antična tragedija je bila sestavni del čaščenja, ko se je zbralo vse ljudstvo ob verskem prazniku. Tesno je bila povezana s kultom boga Dioniza. Začela se je z improvizacijo pri pevcih ditirambov (zborovska pesem v čast Dionizu). Tragedija je bila pesem igralcev, ki so bili oblečeni v kozlovska oblačila, ali pesem satirov, dobesedno pa pomeni kozlovski spev. Udeleženci Dionizovega bogoslužja naj bi kozla zaklali, se preoblekli v kozlovska oblačila in ga obredno pojedli. Medtem so prepevali žalostinke za umrlimi junaki ali umrlim bogom Dionizom, ki so ga Titani ubili, a se je spet rodil. Uboj kozla ima pri obredu simbolično vlogo – smrt Dioniza. Tragedija je doživela mnogo sprememb.
Tragedije so v Atenah uprizarjali ob velikih dionizijah, ki so jih obhajali v mesecu 'elafeboliju' (marec/april). Praznične slovesnosti so trajale ves teden:
- 1. dan: predstavitev vsebine tragedij
- 2. dan: v mesto je prišla procesija s kipom Dioniza
- 3. dan: verski obredi in žrtvovanje na Akropoli
- 4.–6. dan: uprizoritve tragedij

V zadnjih treh dneh (torej 4., 5. in 6. dan) se je vsak dan predstavil en pesnik s svojo tetralogijo, ki je obsegala tri tragedije in eno satirsko igro. S predstavami so začeli zgodaj, ob zori, ocenjevala pa jih je 10-članska žirija, ki je na koncu podelila nagrade za prvo, drugo in tretje mesto.

### Dionizije
- praznovanje so uvedli med Pejzistratovo vladavino (leta 534 pr. n. št.)
- za organizacijo celotnega praznika je skrbel arhont, najvišji državni uradnik, po katerem se je štelo tudi leto - ἄρχον ἐπώνιμος  (arhon epónimos)
- stroške uprizoritve (maske, kostumi, priprava zbora) je prevzel premožnejši meščan, imenovan horeg (χορηγός)

## Deli gledališča
- ὀρχήστρα (orkestra) – osrednji del grškega gledališča, okroglo plesišče
- ϑέατρον (teatron) – prostor za gledalce, ki je s treh strani oklepal orkestro
- ϑυμέλε (timele) – Dionizov oltar sredi orkestre, na katerem je Dionizov svečenik pred začetkom predstave opravil očiščevalno daritev
- σκηνή (skena) – lesena zgradba, ki so jo igralci uporabljali kot garderobni prostor
- προσκήνιον (proskenij) – lepo izoblikovan in okrašen prednji del lesene zgradbe (sprva je bil lesen, pozneje zidan)
- πάροδος (parod) – pot med gledališko stavbo in prostorom za gledalce, po kateri je prišel zbor v orkestro in igralci na proskenij
- ὑποσκήνιον (hiposkenij) – notranjost gledališke stavbe, ki gledalcem ni bila vidna; v njej so v domišljiji gledalcev igralci odigrali najgrozljivejše dogodke (umore, samomore …)

### Tehnične naprave grškega gledališča
- enkiklema - (ἐγκύκλημα):lesena ploščad na kolesih, ki so jo iz notranjosti skene odpeljali na proskenij, da bi gledalcem pokazali prizore v zaodrju – verjetno helenistična novost
- geran − (γέρανος): vrtljivi žerjav – z njim so na oder spustili boga (θεὸς ἀπὸ μηχανῆς)
- teologejon − (θεολογεῖον): lesena ploščad pod skeno, s katere so bogovi nagovarjali smrtnike
- keravnoskopejon − (κεραυνοσκοπεῖον): mehanizem za ustvarjanje bliskov in strel je bil postavljen nad streho skene, ob straneh je imel kovinska zrcala, ki so odsevala sončne žarke
- brontejon − (βροντεῖον): ogromen boben za grom
- periaktur: mehanizem za hitro menjavo scenografije - vrtljiva prizmatična konstrukcija s tremi ploskvami, na katere so naslikali tri različne prizore
- stropheio: polkrožna vrtljiva struktura v orkestri za prizore zunaj mesta; velja za predhodnico vrtljivega odra
- mehane - žerjav: vrtljiva naprava s katero na oder spuščali osebe (bogove, junake)
- avlea: tridelna zavesa, ki so jo spuščali na lesena tla logejona
- haronia klimaks: podzemni hodnik, ki se je začel pod proskenijem in se končal sredi orkestre; omogočal je prihod htonski božanstev ali duhov iz podzemlja

Scensko slikarijo je uvedel Sofokles.

## Igralci
- zbor: χορός (horós) – tisti, ki izuri zbor: χοροδιδάσκαλος (horodidaskal)
- igralec: ὁ ὑποκριτής  (hipokrit)
- glavni igralec: ὁ πρωταγονιστής (protagonist)

Spreminjanje števila igralcev in vloga zbora: Ajshil je povečal število igralcev z enega na dva, zmanjšal vlogo zbora in težišče prenesel na govorni del. Sofokles je uvedel še tretjega igralca in scensko slikarijo.
Vloge so lahko igrali le moški; če je bilo treba odigrati žensko vlogo, so uporabili masko.

### Vloga zbora
Na začetku je bila tragedija izključno zborovska pesnitev. Zbor je bil v dramah zelo pomemben, v Ajshilovih dramah (Peržani, Sedmerica proti Tebam, Pribežnice) je zbor še zmeraj eden glavnih nosilcev dejanja. Nato je v tragedijah zbor začel izgubljati svojo osrednjo vlogo, pomembnejša je postala igra. Sofokles in Evripid sta vlogo zbora močno omejila, čeprav je bil še vedno povezan z dramskim dogajanjem. V zboru je bilo sprva 50 oseb, toliko naj bi jih bilo tudi pri ditirambu. Zbor so skrčili na 12 oseb, dokler ni Sofokles števila oseb spet povečal na 15 oseb. Zbor je govoril, pel in plesal.

## Vir
- Ajshil – prevod Kajetan Gantar (1982): Peržani, Vklenjeni Prometej – spremna beseda, Ljubljana, Mladinska knjiga